# کارلو کارلینی
کارلو کارلینی (ایتالیایی: Carlo Carlini؛ زادهٔ ۲۰ فوریهٔ ۱۹۲۰) با نام مستعار چارلی چارلیز، فیلم‌بردار اهل ایتالیا است.

## گزیدهٔ فیلم‌شناسی
- انجیرتیغی (۱۹۸۱)
- معضل بزرگ (۱۹۸۱)
- سلام مریخی (۱۹۸۰)
- شاه‌میگو برای صبحانه (۱۹۷۹)
- پرونده دختر پیژامه‌پوش (۱۹۷۷)
- امانوئل سیاه ۲ (۱۹۷۶)
- پائولو بارکا، معلم مدرسه و برهنه‌گرای آخر هفته (۱۹۷۵)
- کالبدگشایی (۱۹۷۴)
- نمایش هراس‌انگیز عجیب و غریب نیمه‌شب (۱۹۷۴)
- فریاد یک فاحشه (۱۹۷۴)
- دوست داشتن اوفلیا (۱۹۷۴)
- پروانه خون‌آلود (۱۹۷۱)
- عشق به سبک ایتالیایی (۱۹۶۵)
- کارمن (۱۹۶۲)
- دن کامیلو: عالی‌جناب (۱۹۶۱)
- ژنرال دلا روره (۱۹۵۹)
- سیاهرگ طلایی (۱۹۵۵)
- ترس (۱۹۵۴)
- جاده (۱۹۵۴)
- ولگردها (۱۹۵۳)
- مسیر نفرت (۱۹۵۰)